# توگلن
توگَلَن جماعت و شهرکی در جنوب غربی کشور تاجیکستان است که در ناحیهٔ جلال‌الدین رومی ولایت ختلان قرار دارد. جمعیت این جماعت ۲۵٬۴۷۱ است.